# Nerkuppai
Nerkuppai è una suddivisione dell'India, classificata come town panchayat, di 5 691 abitanti, situata nel distretto di Sivaganga, nello stato federato del Tamil Nadu. In base al numero di abitanti la città rientra nella classe V (da 5 000 a 9 999 persone).

## Geografia fisica
La città è situata a 10° 14' 10 N e 78° 32' 40 E.

## Società

### Evoluzione demografica
Al censimento del 2001 la popolazione di Nerkuppai assommava a 5 691 persone, delle quali 2 719 maschi e 2 972 femmine. I bambini di età inferiore o uguale ai sei anni assommavano a 681, dei quali 340 maschi e 341 femmine. Infine, coloro che erano in grado di saper almeno leggere e scrivere erano 3 138, dei quali 1 787 maschi e 1 351 femmine.